# Casey Mittelstadt
Casey Mittelstadt (* 22. November 1998 in Edina, Minnesota) ist ein US-amerikanischer Eishockeyspieler, der seit März 2025 bei den Boston Bruins in der National Hockey League unter Vertrag steht. Zuvor war der Center sechs Jahre bei den Buffalo Sabres aktiv, die ihn im NHL Entry Draft 2017 an achter Position ausgewählt hatten, und spielte kurzzeitig für die Colorado Avalanche.

## Karriere
Casey Mittelstadt verbrachte nahezu seine gesamte Juniorenkarriere an der Eden Prairie High, einer High School aus seiner Heimatstadt. Für deren Eishockeyteam lief er mit kleinen Unterbrechungen von 2014 bis 2017 auf und erreichte dabei insgesamt einen Punkteschnitt von über 2,0 Scorerpunkten pro Spiel. Darüber hinaus wurde der Mittelstürmer im Jahre 2017 als Minnesota Mr. Hockey ausgezeichnet, der an den besten High-School-Spielern des Bundesstaates verliehen wird. Parallel dazu gehörte er während der Saison 2015/16 kurzzeitig dem USA Hockey National Team Development Program (NTDP) an, der zentralen Talenteschmiede des US-amerikanischen Verbands USA Hockey. Im Jahr darauf absolvierte er knapp 25 Spiele für die Green Bay Gamblers in der United States Hockey League (USHL), der höchsten Juniorenliga des Landes.
Schließlich wurde Mittelstadt im NHL Entry Draft 2017 an achter Position von den Buffalo Sabres ausgewählt, bevor er sich an der University of Minnesota einschrieb und mit Beginn der Saison 2017/18 für deren Golden Gophers in der Big Ten Conference auflief, einer College-Liga im Spielbetrieb der National Collegiate Athletic Association (NCAA). Als Freshman gelangen ihm dort 30 Punkte in 34 Spielen, sodass man den Angreifer ins Big Ten Conference All-Rookie Team wählte. Nach dem Ende der College-Saison unterzeichnete der US-Amerikaner im März 2018 einen Einstiegsvertrag bei den Buffalo Sabres und gab wenige Tage später sein Debüt in der National Hockey League (NHL).
In der Spielzeit 2018/19 verzeichnete er als Rookie 25 Punkte in 77 Spielen für die Sabres, bevor er Mitte der Spielzeit 2019/20 seinen Stammplatz im NHL-Aufgebot verlor und im Dezember 2019 an Buffalos Farmteam abgegeben wurde, die Rochester Americans aus der American Hockey League (AHL). Zur Saison 2020/21 etablierte er sich allerdings wieder bei den Sabres. In der Spielzeit 2022/23 verzeichnete er mit 59 Punkten aus 82 Partien seine bisher beste Karrierestatistik.
Nach sechs Jahren in Buffalo gaben ihn die Sabres im März 2024 an die Colorado Avalanche ab und erhielten im Gegenzug Bowen Byram. In Colorado unterzeichnete er im Juni 2024 einen neuen Dreijahresvertrag mit einem durchschnittlichen Jahresgehalt von 5,75 Millionen US-Dollar. Bereits im März 2025 allerdings wurde er samt William Zellers und einem Zweitrunden-Wahlrecht im NHL Entry Draft 2025 an die Boston Bruins abgegeben, während  Colorado Charlie Coyle und ein Fünftrunden-Wahlrecht im NHL Entry Draft 2026 erhielt.

### International
Auf internationaler Ebene debütierte Mittelstadt beim Ivan Hlinka Memorial Tournament 2015, das er gemeinsam mit Kailer Yamamoto in Scorerpunkten anführte, mit der Mannschaft allerdings nur den fünften Platz belegte. Anschließend nahm er mit der U18-Auswahl an der U18-Weltmeisterschaft 2016 teil und gewann dort die Bronzemedaille. Mit der U20-Nationalmannschaft folgte bei der U20-Weltmeisterschaft 2018 eine weitere Bronzemedaille, wobei der Mittelstürmer jedoch unter allen Spielern des Turniers die meisten Punkte sammelte und daher als MVP ausgezeichnet sowie ins All-Star-Team gewählt wurde.

## Erfolge und Auszeichnungen
- 2017 Minnesota Mr. Hockey
- 2018 Big Ten Conference All-Rookie Team

### International
- 2016 Bronzemedaille bei der U18-Junioren-Weltmeisterschaft
- 2018 Bronzemedaille bei der U20-Junioren-Weltmeisterschaft
- 2018 Wertvollster Spieler der U20-Junioren-Weltmeisterschaft
- 2018  All-Star-Team der U20-Junioren-Weltmeisterschaft

## Karrierestatistik
Stand: Ende der Saison 2024/25

### International
Vertrat die USA bei:
- Ivan Hlinka Memorial Tournament 2015
- U18-Weltmeisterschaft 2016
- U20-Weltmeisterschaft 2018

(Legende zur Spielerstatistik: Sp oder GP = absolvierte Spiele; T oder G = erzielte Tore; V oder A = erzielte Assists; Pkt oder Pts = erzielte Scorerpunkte; SM oder PIM = erhaltene Strafminuten; +/− = Plus/Minus-Bilanz; PP = erzielte Überzahltore; SH = erzielte Unterzahltore; GW = erzielte Siegtore; 1 Play-downs/Relegation; Kursiv: Statistik nicht vollständig)